# Vân Thành
Vân Thành (chữ Hán giản thể: 云城区) là một quận thuộc địa cấp thị Vân Phù, tỉnh Quảng Đông, Cộng hòa Nhân dân Trung Hoa. Quận này có diện tích 762 km², dân số 280.000 người. Mã số bưu chính là 527300. Chính quyền quận đóng ở nhai đạo Vân Thành. Về mặt hành chính, quận này được chia thành 4 nhai đạo, 3 trấn.
- Nhai đạo: Vân Thành, Cao Phong, Hà Khẩu, An Đường.
- Trấn: Đô Dương, Yêu Cổ, Tư Lao.